# 北の発言
『北の発言』（きたのはつげん）は、評論家・西部邁が編集長を務めた保守系雑誌（隔月刊、発行・発売は西部邁事務所）。北海道を主な活動拠点とした。2003年7月に創刊。その後、廃刊。発売日は奇数月1日だった。北海道内の書店以外には基本的に店頭販売はしていなかった。表現者塾公式サイトを通じて現在もバックナンバーを購入することができる。毎号80ページ前後で、一冊600円。

## 活動・目的
西部が編集長、札幌「発言者」塾塾生達が編集協力を担っていた。『発言者』の後継誌である『表現者』の姉妹誌に位置づけられる。佐伯啓思が主幹の『京の発言』も姉妹誌にあたる。毎号道内の様々な人士を対談に招き、常連執筆者の半数は道内在住者が占めた。平成の「構造改革」が地域の文化、社会、経済の破壊を招くとし、改革思想の基底にあるアメリカニズムを批判的に捉えた。国民性の保持を担保するための地域間交流を闊達にする「域際主義（インターリージョナリズム）」を提唱することで、戦前戦後を通して中央政府の政策に翻弄され続けた北海道を地域活力復興の一里塚としようとした。

## 常連執筆者／連載
- 西部邁

今号の主張（1号 - ）
余はいかなる意味で道民でありしか（0号 - ）
from温故to知新（1号 - ）
「日本丸」羅針盤（2号 - 4号、6号 -9 号、11号 - ）※9号は佐伯啓思が執筆

### 道内執筆者
- 沢田英一（歯科医師）

世論に棹差すなかれ（0号 - ）
- 山田恵（北海道薬科大学准教授）

裸眼の思考（0号 - ）
- 出口吉孝（「草莽志塾」塾頭／札幌『発言者』塾幹事）

国士たらんとすれば（0号 - ※22号以降ナンバリングに誤記）
- 的場光昭（医師）

今どき北海道に流行るモノ（1号 - 4号、6号 - ）
- 福原克興（司法書士／札幌『発言者』塾幹事）

現代史点描（6号 - ）

### 協力執筆者
- 富岡幸一郎

日本人の再建（26号 - ）
- 佐藤洋二郎

北はやさしや雪までも（0号 - ）
- 原洋之介

世界の多様な地域を訪ねて（28号  ）
- 東谷暁

経済事件ファイル（0号 - ）
- 里見脩

荒ぶる魂の地に寄せて（0号 - ）
- 新保祐司

北の国のスケッチ（1号 - ）

### 過去の連載（道内執筆者）
- 泉勝文（札幌理工学院建築学部教授）

独禁法を切る!（0号 - 4号）
- 山田明彦（札幌市農業委員会）

（評論）（0号 - 3号、6号）
- 坂口収（地方公務員）

地方自治の可能性と現状（0号 - 2号）
地方自治体に未来はあるか（22号 - 23号）
- 吉田博／本間奈々

行政の現場から（3号、6号、23号 - 28号）

### 過去の連載（協力執筆者）
- 保阪正康

北海道精神開拓史（0号 - 14号、16号 - 17号、19号 - 22号、25号 - 27号）
- 佐伯啓思

地方の思想（0号 -2 号）
- 富岡幸一郎

「北」の思想（0号 - 4号、6号 - 21号）
- 荒井晴彦 / 加藤正人

オロロン映画慕情（0号 - 3号）
- 高澤秀次

北の文学誌（0号 - 4号、6号 - 24号）
- 原洋之介

「北の農」をたずねて（1号 - 14号）
北の大地と南の列島の農（15号 - 27号）
- 兵頭二十八

北海道防衛の＜かつて＞と＜いま＞（12号 - 19号）

### インタビュー・講演・座談会等の複数回登場人物
- 武井正直 - 元・北洋銀行会長
- 外山勝志 - 明治神宮宮司
- 鈴木宗男 - 新党大地代表・衆議院議員
- 吉田甲一 - 樺太豊原追分会
- 前田かずひろ - 樺太豊原会
- 吉田義一 - 北海道河川防災研究センター理事長
- 黒田武儀 - 地域づくりプロデューサー
- 小菅正夫 - 旭山動物園園長

## 編集部
編集長
西部邁
編集
西部智子
清塚なずな
佐藤英子（28号まで）
森田ゆみえ（13号まで）
編集協力
札幌「発言者」塾塾生一同

## 札幌『発言者』塾
『北の発言』の活動と連動していた。塾の講師には西部編集長および『北の発言』主要執筆陣が招かれる。2ヶ月に一度、主に「かでる2・7」にて開講。会費は1回 3000円。代表幹事は沢田英一が務め、事務局は「さわだ歯科」。

### 小史
1992年 - 西部塾として発足
1995年 - 札幌『発言者』塾に改称
2003年 -『北の発言』創刊

## 書籍
本誌での連載をもとにした書籍。
- 原洋之介『北の大地・南の列島の「農」地域分権化と農政改革』書籍工房早山〈社会科学の冒険 2期 3〉、2007年6月。ISBN 978-4-88611-505-8。